# Авганистан на Летњим олимпијским играма 1960.
Авганистан је учествовао на Летњим олимпијским играма 1960. одржаним у Риму (Италија). Ово је било четврто учешће Анганистана на олимпијским играма.
Олимпијски комитет Авганистана послао је 12 мушких учесника који су се такмичили у два појединачна спорта.
Најмлађи учесник био је рвач Фаиз Мухамед Хакшар са 18 година и 27 дана, а најстарији исти рвач Амир Хан Куландер са 25 година и 286 дана.
И после ових игара Авганистан је остао у групи земаља које нису освајале олимпијске медаље.

## Спортисти Авганистана по дисциплинама
| Спорт      | Мушкарци | Жене | Укупно |
| ---------- | -------- | ---- | ------ |
| Атлетика   | 5        | 0    | 5      |
| Рвање      | 7        | 0    | 7      |
| Укупно (2) | 12       | 0    | 12     |

## Атлетика

### Мушкарци
| Атлетичар Лични рекорд                                      | Дис.          | Група             | Група             | Четвртфинале     | Четвртфинале     | Полуфинале        | Полуфинале        | Финале            | Финале     | Детаљи |
| Атлетичар Лични рекорд                                      | Дис.          | Резултат          | Место             | Резултат         | Место            | Резултат          | Место             | Резултат          | Место      | Детаљи |
| ----------------------------------------------------------- | ------------- | ----------------- | ----------------- | ---------------- | ---------------- | ----------------- | ----------------- | ----------------- | ---------- | ------ |
| Абдул Хди Шекаиб 11,0                                       | 100 м         | 11,6              | 7. у гр. 6        | Није се пласирао | Није се пласирао | Није се пласирао  | Није се пласирао  | Није се пласирао  | 60/60 (61) |        |
| Али Заид                                                    | 200 м         | 23,1              | 6. у гр. 8        | Није се пласирао | Није се пласирао | Није се пласирао  | Није се пласирао  | Није се пласирао  | 56/61 (62) |        |
| Хабиб Сајед                                                 | 400 м         | 53,8              | 7. у гр. 1        |                  |                  | Није се пласирао  | Није се пласирао  | Није се пласирао  | 54/54      |        |
| Абдул Вардак                                                | 110 м препоне | Није завршио трку | Није завршио трку | Није се пласирао | Није се пласирао | Није се пласирао  | Није се пласирао  | Није се пласирао  | БП         |        |
| Абдул Џафар Џарори Абдул Хди Шекаиб* Хабиб Сајед* Али Заид* | 4 х 100 м     | 44,4              | 4. у гр. 4        |                  |                  | Нису се пласирали | Нису се пласирали | Нису се пласирали | 16/16 (19) |        |
| Абдул Вардак*                                               | бацање копља  | 54,20             | 14. у гр. 1       |                  |                  |                   |                   | Није се пласирао  | 28/ 28     |        |

- Звездица поред имена значи да је такмичар учествовао у још некој од дисциплина

## Рвање

### Мушкарци
| Рвач                | Дисциплина | 1. коло               | 2. коло           | 3. коло          | 4. коло          | 5. коло          | 6. коло          | 7. коло          | Фин.пл.  |
| ------------------- | ---------- | --------------------- | ----------------- | ---------------- | ---------------- | ---------------- | ---------------- | ---------------- | -------- |
| Фајз Мухамед Хакшар | -52 кг     | Алијев (URS) 0:4      | Росадо (MEX) 0:4  | Није се пласирао | Није се пласирао | Није се пласирао | Није се пласирао | -                | 13 / 17  |
| Мохамед Кедери      | -62 кг     | Назир (PAK) 0:4)      | Ваљехо (MEX) 1:3  | Није се пласирао | Није се пласирао | Није се пласирао | Није се пласирао | Није се пласирао | 21 / 25  |
| Амир Куландер       | -67 кг     | Актар (PAK) 0:4       | Валчев (BUG) 0:4  | Није се пласирао | Није се пласирао | Није се пласирао | Није се пласирао | -                | 24 / 24  |
| Султан Дост         | -73 кг     | Ролон (ARG) 1:3       | Емеј (UK) 1:3     | Није се пласирао | Није се пласирао | Није се пласирао | Није се пласирао | -                | 17. / 22 |
| Мохамед Кокан       | -79 кг     | Схиртсладзе (URS) 0:4 | Сло.              | Фаиз (PAK) 1:3   | Није се пласирао | Није се пласирао | -                | -                | 12 / 19  |
| Мохидин Гунга       | -87 кг     | Реза (IRN) 0:4        | Маркучи (ITA) 0:4 | Није се пласирао | Није се пласирао | Није се пласирао | Није се пласирао | -                | 18. / 19 |
| Субхани             | +87 кг     | Ричмонд (UK) 0:4      | Назир (PAK) 1:3   | Није се пласирао | Није се пласирао | Није се пласирао | Није се пласирао | -                | 14. / 17 |